# Ankave jezik
Ankave jezik (angave; ISO 639-3: aak), jedan od sedam anganskih jezika, transnovogvinejske porodice, koji se govori u dolinama rijeka Mbwei i Swanson u provinciji Gulf, Papua Nova Gvineja.
Postoji nekoliko dijalekata: sawuve, wiyagwa, wunavai, miyatnu, ankai i bu'u. 1 600 govornika (1987 SIL).

## Vanjske poveznice
- Ethnologue (14th)
- Ethnologue (15th)